# Elecciones al Senado de Argentina de 1880
Las Elecciones al Senado de la Nación Argentina de 1880 fueron realizadas a lo largo del mencionado año por las Legislaturas de las respectivas provincias para renovar 10 de las 28 bancas del Senado de la Nación.

## Cargos a elegir
| Provincia           | Senado    | Senado    |
| Provincia           | Senadores | A renovar |
| ------------------- | --------- | --------- |
| Buenos Aires        | 2         | —         |
| Catamarca           | 2         | 1         |
| Córdoba             | 2         | 1         |
| Corrientes          | 2         | 1         |
| Entre Ríos          | 2         | 2         |
| Jujuy               | 2         | —         |
| La Rioja            | 2         | 2         |
| Mendoza             | 2         | —         |
| Salta               | 2         | 2         |
| San Juan            | 2         | 1         |
| San Luis            | 2         | —         |
| Santa Fe            | 2         | —         |
| Santiago del Estero | 2         | —         |
| Tucumán             | 2         | —         |
| Total               | 28        | 10        |

## Resultados por provincia
| Provincia  | Senador electo         |
| ---------- | ---------------------- |
| Catamarca  | Manuel José Navarro    |
| Córdoba    | Antonio del Viso       |
| Corrientes | Santiago Baibiene      |
| Entre Ríos | Ramón Febre            |
| Entre Ríos | José R. Baltore        |
| La Rioja   | Nicolás Barros         |
| La Rioja   | Domingo B. Dávila      |
| Salta      | Francisco J. Ortiz     |
| Salta      | Juan Martín Leguizamón |
| San Juan   | Agustín Gómez          |

1. ↑  Renunció el 12 de octubre de 1880, lo reemplaza Guillermo A. Moyano el 7 de mayo de 1881.
2. ↑  Renunció el 25 de octubre de 1883, lo reemplaza Miguel S. Ortiz el 8 de mayo de 1884.
3. ↑  Falleció el 30 de abril de 1881, lo reemplaza Moisés Oliva el 22 de octubre de 1881.
4. ↑  Falleció el 6 de febrero de 1884, lo reemplaza Anacleto Gil el 12 de julio de 1884. Anacleto Gil renunció el 5 de septiembre de 1885, lo reemplaza José Godoy el 15 de mayo de 1886. José Godoy falleció el 27 de febrero de 1888, lo reemplaza Hermógenes Ruiz el 22 de mayo de 1888.

### Capital Federal
Con la federalización de Buenos Aires en 1880 la ciudad eligió sus primeros senadores el 5 de febrero de 1882. Fueron electos mediante el sistema indirecto de votación, donde se eligieron a electores que luego se reunirían en el Colegio Electoral y proclamarían a los senadores electos. El 1 de abril de 1882 el Colegio Electoral eligió a Diego de Alvear con mandato hasta 1883 y Antonino Cambaceres con mandato hasta 1886.